# Financiamento climático em Portugal
O financiamento climático em Portugal compreende os fluxos de capital público e privado mobilizados para mitigar emissões de gases de efeito de estufa e reforçar a resiliência aos impactos das alterações climáticas, tanto no território continental como nas regiões autónomas e países menos desenvolvidos. O país enfrenta vulnerabilidades acentuadas — secas prolongadas, incêndios florestais, subida do nível do mar e eventos extremos — que afectam directamente sectores vitais como a agricultura, os recursos hídricos, a saúde pública, a energia eléctrica e os ecossistemas costeiros e insulares.

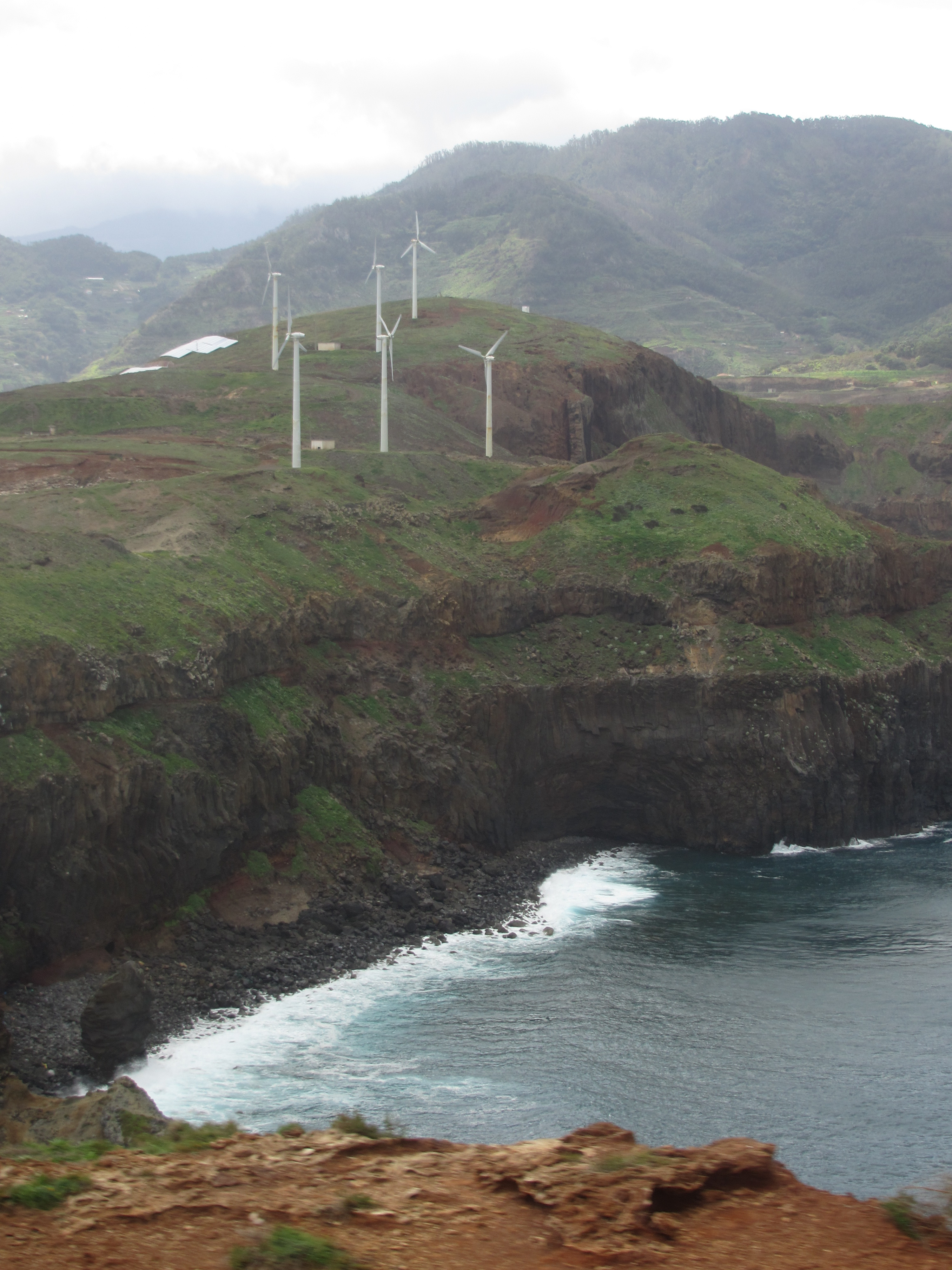
Turbinas eólicas na Madeira.

No plano interno, Portugal estruturou ao longo das últimas décadas um arcabouço legal e institucional que inclui a Estratégia Nacional de Adaptação às Alterações Climáticas, o Roteiro para a Neutralidade Carbónica 2050 e a Lei de Bases do Clima, que estabelecem metas e obrigações de financiamento climático. A nível orçamental, o principal instrumento é o Fundo Ambiental, com dotações reforçadas para projectos de eficiência energética, energias renováveis, mobilidade urbana sustentável e prevenção de riscos naturais.
Nas regiões autónomas, o financiamento climático reveste-se de contornos particulares. Nos Açores, o Plano Regional para as Alterações Climáticas e a Estratégia Regional para a Mobilidade Eléctrica visam integrar critérios climáticos na administração regional. Na Madeira, a Estratégia CLIMA-MADEIRA e a Agenda Regional de Economia Circular procuram reforçar a adaptação meteorológica e económica.
No plano internacional, Portugal tem adoptado mecanismos inovadores, como a "troca de dívida por clima" com Cabo Verde e a contribuição directa para o Fundo Verde para o Clima, somando esforços à mobilização de recursos para países em desenvolvimento. Embora tais iniciativas já tenham gerado impactos concretos; persistem críticas relativas à morosidade nos desembolsos e à transparência na aplicação dos fundos. Nos próximos anos, prevê-se intensificar a emissão de dívida soberana verde e alargar parcerias bilaterais no espaço lusófono.

## Contexto climático e vulnerabilidades

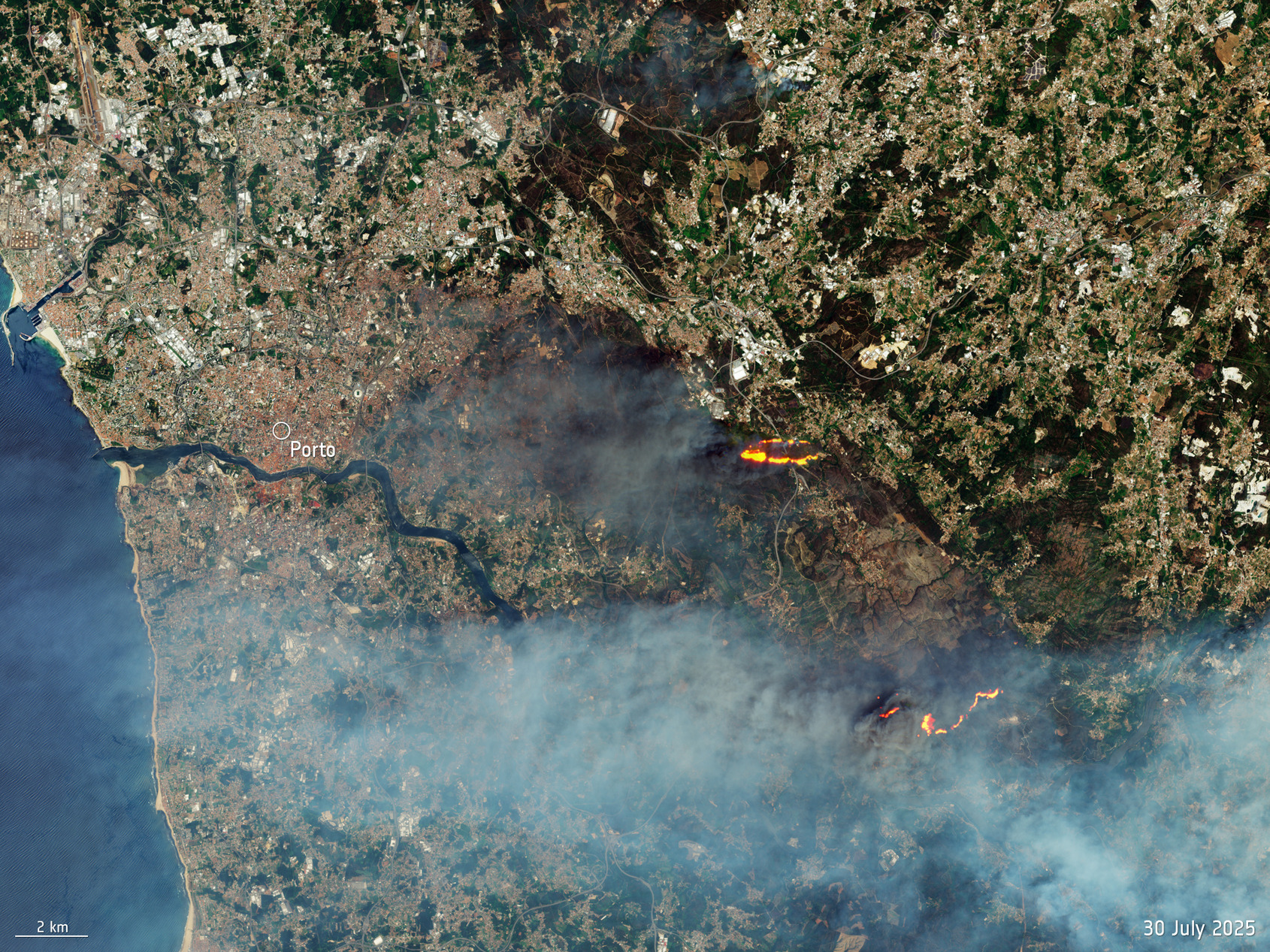
Imagem de satélite do incêndio florestal no norte de Portugal em julho de 2025.

### Portugal Continental
Portugal apresenta uma vulnerabilidade significativa aos impactos das alterações climáticas, devido à sua localização geográfica e às características do seu território. O país está exposto a riscos como secas prolongadas, ondas de calor, incêndios florestais, escassez hídrica e subida do nível do mar, que afectam directamente sectores como a agricultura, os recursos hídricos, a saúde pública e os ecossistemas costeiros.:202 A a região mediterrânica — onde Portugal se insere — será uma das mais afectadas por eventos climáticos extremos, com aumento da frequência e intensidade das secas e vagas de calor.
Estudos recentes indicam que Portugal poderá enfrentar uma redução de até 40% na disponibilidade hídrica até ao final do século, caso não sejam adoptadas medidas de mitigação eficazes. A situação torna-se particularmente crítica nas regiões do interior e do sul do país, onde se registam níveis mais elevados de desertificação e escassez de água.
A frequência de grandes incêndios florestais tem vindo a aumentar nas últimas décadas, fenómeno intensificado pelas alterações do clima e pela má gestão dos territórios florestais. Os incêndios de 2017, que resultaram em mais de 120 mortes, expuseram de forma trágica a vulnerabilidade do país perante estes eventos extremos.
A exposição costeira é outro factor de vulnerabilidade. Cerca de 80% da população portuguesa vive em áreas próximas do litoral, muitas das quais em zonas baixas sujeitas à erosão costeira e à subida do nível do mar. É expectável que o nível médio do mar suba até  1,15 metro até 2100, afetando 1146 km² de Lisboa — o que ameaça infraestruturas, comunidades costeiras e ecossistemas marítimos.:20

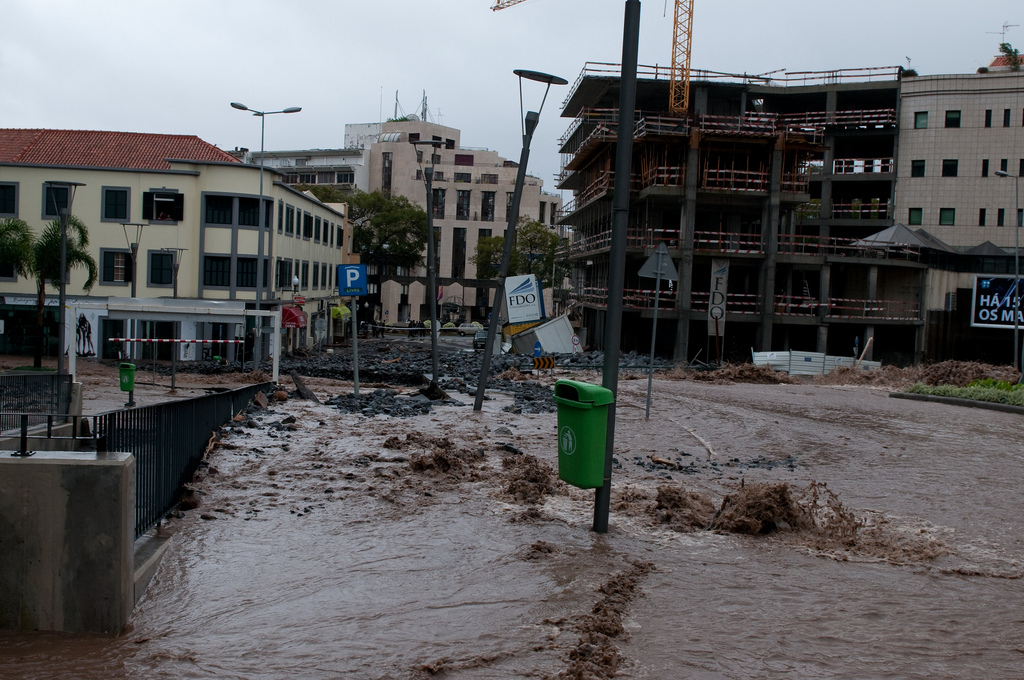
Enchente ocasionada pelo Aluvião em 2010 na Ilha da Madeira.

### Regiões autónomas
As regiões autónomas dos Açores e da Madeira apresentam vulnerabilidades climáticas específicas, em parte associadas à sua localização insular e isolamento geográfico. Nos Açores, prevê-se o aumento da frequência de tempestades intensas e alterações nos padrões de precipitação, com potenciais impactos sobre a agricultura, os recursos hídricos e a estabilidade dos solos, frequentemente afectados por deslizamentos de terra. Já a Madeira enfrenta riscos crescentes associados a chuvas torrenciais e movimentos de massa, exacerbados pelo relevo acidentado e pela ocupação urbana de encostas. Os eventos extremos de 2010, que provocaram dezenas de mortes e danos significativos, continuam a ser um alerta sobre a vulnerabilidade climática da região.
Ambas regiões enfrentam ainda desafios quanto à segurança energética e à resiliência das infraestruturas críticas, dado o elevado grau de dependência de combustíveis fósseis importados e as limitações logísticas. A insularidade impõe também constrangimentos à adaptação, tornando fundamental o apoio continuado do Estado e o acesso a mecanismos de financiamento climático específicos.

## Marcos legais e institucionais

### Portugal Continental
O enquadramento jurídico e institucional do financiamento climático em Portugal tem evoluído nas últimas décadas, especialmente após a adesão do país à União Europeia. A legislação nacional tem sido progressivamente harmonizada com os compromissos internacionais assumidos no âmbito da Convenção-Quadro das Nações Unidas sobre a Mudança do Clima (CQNUMC), do Acordo de Paris e dos quadros regulatórios da UE, como o Pacto Ecológico Europeu e o pacote legislativo Fit for 55.:200
A nível interno, destacam-se instrumentos como a Estratégia Nacional de Adaptação às Alterações Climáticas (ENAAC), publicada em 2010 e revista em 2015 e 2020, e o Roteiro para a Neutralidade Carbónica 2050 (RNC2050), aprovado em 2019. Estes documentos definem as prioridades estratégicas para a descarbonização da economia portuguesa e o reforço da resiliência climática, com metas setoriais de médio e longo prazo.
O financiamento climático insere-se igualmente na Lei de Bases do Clima, aprovada em 2021, que estabelece princípios vinculativos para a acção climática do Estado, incluindo obrigações de transparência e reporte sobre fluxos financeiros destinados à mitigação e adaptação.
Em termos institucionais, a coordenação da política climática cabe ao Ministério do Ambiente e da Ação Climática, por meio da Agência Portuguesa do Ambiente (APA), que funciona como ponto focal para os mecanismos internacionais de financiamento, como o Fundo Verde para o Clima e o Mecanismo de Desenvolvimento Limpo.

### Regiões autónomas

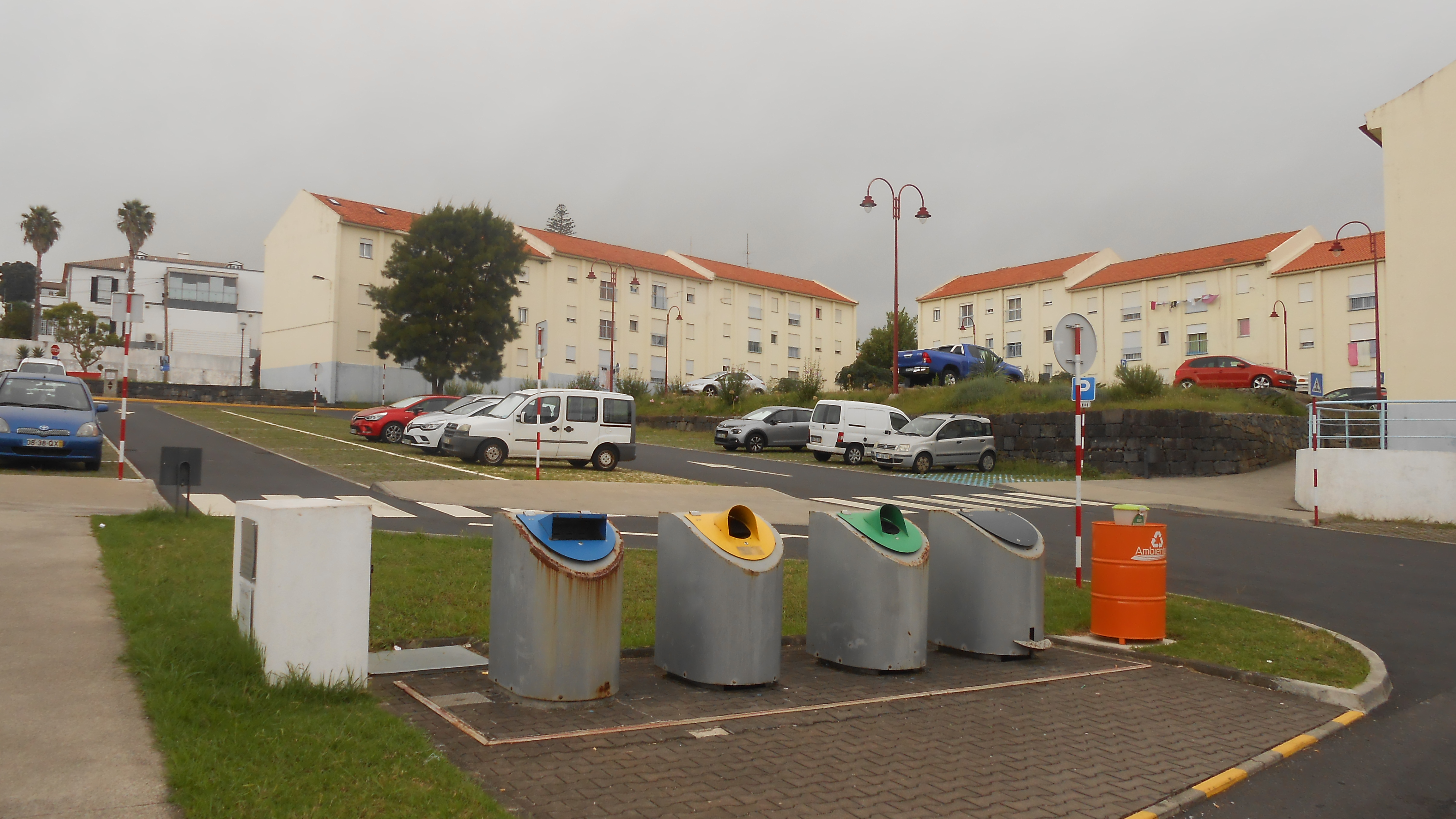
Lixeiras de coleta seletiva na Ilha do Faial.

Nos Açores, aprovado pelo Decreto Legislativo Regional n.º 30/2019/A, de 28 de novembro de 2019, o Plano Regional para as Alterações Climáticas (PRAC) define objetivos estratégicos para mitigação e adaptação às alterações climáticas no arquipélago, incluindo a integração de critérios climáticos em todos os setores da administração regional.:21  Complementar ao PRAC, a Estratégia Regional para as Alterações Climáticas.
A Estratégia para a Implementação da Mobilidade Elétrica nos Açores (EMEA), definida pelo Decreto Legislativo Regional n.º 21/2019/A, de 8 de agosto, estabelece metas de renovação de frotas públicas e incentivos para carregamento elétrico.:21 Já o Plano Estratégico de Prevenção e Gestão de Resíduos dos Açores (PEPGRA), aprovado pelo Decreto Legislativo Regional n.º 6/2016/A, de 29 de março de 2016, preconiza a redução na origem, valorização orgânica e reciclagem, com instrumentos financeiros para a instalação de ecocentros e sistemas de recolha seletiva.:22
Na Madeira, a Estratégia CLIMA-MADEIRA (Resolução n.º 1062/2015) define orientações para avaliação de riscos climáticos, monitorização de variáveis meteorológicas e integração de medidas de adaptação em todas as políticas setoriais da região.:22 Lançada em 2021, a Agenda Regional de Economia Circular planeja posicionar a região como referência em economia circular, reunindo sociedade civil, órgãos públicos e empresas num sistema que prolonga a vida útil dos materiais.:22 A agenda visa aumentar a eficiência e sustentabilidade da economia regional e incentivar as empresas a adotarem práticas circulares, especialmente nos setores agro-alimentar, construção, turismo, social e marítimo.
Originalmente aprovado em 2012 e atualmente em processo de reformulação, o Plano de Acção para a Energia Sustentável da Ilha da Madeira define metas de aumento da quota renovável, redução de consumos energéticos importados e redução das emissões de CO₂.:22 Também em atualização, o Plano de Acção para a Energia Sustentável da Ilha do Porto Santo compromete-se a reduzir 30% das emissões de CO₂ até 2024, promovendo ações de eficiência energética e instalação de renováveis em parceria com o Município e a Agência Regional de Energia e Ambiente.:22
Aprovado pela Resolução n.º 378/2019, de 21 de junho, o Plano de Ação para a Mobilidade Urbana Sustentável da RAM fixa objetivos de incremento de transportes públicos com baixo teor de carbono e implementação de transportes económicos para turistas.:22 Semelhantemente, o Plano Integrado e Estratégico de Transportes traça a modernização das várias modalidades de transporte — rodoviário, marítimo e aéreo interno — melhorando a intermodalidade e acessibilidade intra e inter-ilhas.:22
Publicado em 2020, o Documento Estratégico de Resíduos 2020-2030 define medidas para prevenção, recolha seletiva e valorização de resíduos orgánicos, apoiando a instalação de ecocentros e sistemas de gestão inteligente de resíduos.:22

## Financiamento público

### Doméstico
Criado em 2015 sob a tutela do Ministério do Ambiente e da Ação Climática, o Fundo Ambiental destina-se a financiar projectos de mitigação e adaptação às alterações climáticas, gestão de resíduos, eficiência hídrica e preservação da biodiversidade. No orçamento de 2024, o Fundo previa uma dotação global de 1,8 bilhão de euros — na terceira revisão orçamental do mesmo ano foram aprovados 202,5 milhões para projectos e 35,4 milhões para novos concursos, reforçando especialmente medidas de acção climática e prevenção de incêndios florestais.
No âmbito do Next Generation EU, Portugal submeteu o seu Plano de Recuperação e Resiliência, que inclui um componente dedicado à transição verde. Este componente prevê um programa de investimento de 620 milhões de euros para eficiência energética em habitações (300 milhões), edifícios públicos (250 milhões) e serviços (70 milhões); bem como 737 milhões para projectos de descarbonização da indústria e modernização de infra-estruturas energéticas.

### Internacional
Em 2022-2023, Portugal dedicou 16,8 milhões de dólares da Ajuda Pública ao Desenvolvimento (APD) ao ambiente e 7,7 milhões a projectos com marcadores climáticos, evidenciando um reforço face aos anos anteriores, com maior ênfase na mitigação (2,9%) do que na adaptação (2,8%).
Em junho de 2023, Portugal e Cabo Verde acordaram a comparticipação financeira no valor de 12 milhões de euros para a constituição do Fundo Climático e Ambiental (FCA), cujo objectivo é financiar projectos de adaptação e mitigação no arquipélago cabo-verdiano até 2025, em função do serviço da dívida e das necessidades elegíveis do FCA. Esta forma de financiamento utilizada por Portugal é chamada "troca de dívida por clima", que consiste na conversão voluntária de dívidas soberanas em investimento directo em projectos de adaptação e mitigação das alterações climáticas. Os planos de Portugal envolvem o perdão da totalidade da dívida cabo-verdiana por meio deste mecanismo, uma soma de 140 milhões de euros.
Na qualidade de país doador, Portugal assinou uma contribuição de 4 milhões de euros para o Fundo Verde para o Clima, como parte do compromisso para mobilizar recursos internacionais para países em desenvolvimento.

## Financiamento privado

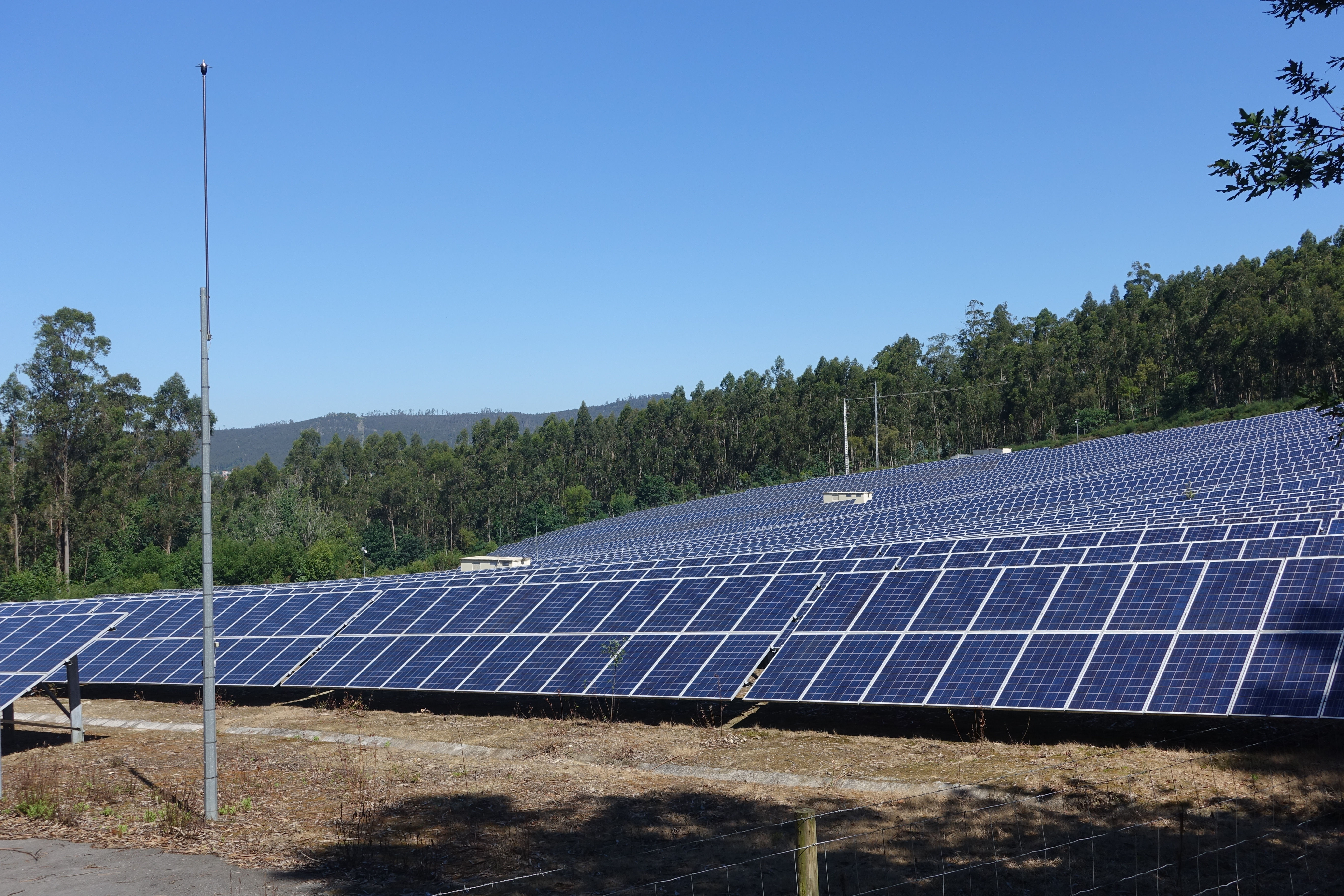
Usina solar em Vila Nova de Famalicão.

No âmbito doméstico, os grandes grupos do sector energético canalizam investimentos avultados para reforçar a capacidade de geração renovável e a modernização de infra-estruturas. A EDP Renováveis anunciou, em março de 2023, um programa de investimento total de 25 bilhões de euros até 2026, dos quais 4 bilhões destinam-se à expansão e reforço de redes de distribuição eléctrica, priorizando parques eólicos e solares em território nacional. Além disso, a EDPR já lançou e financiou parques solares em mercados emergentes como o Brasil, o México e o Vietname, totalizando sua capacidade instalada para um total de 4,3 GW. Através da joint-venture Ocean Winds (EDP e Engie), a EDP também participa no desenvolvimento e financiamento de grandes parques eólicos offshore em várias regiões do mundo, aproveitando condições locais e incentivos internacionais.
A Galp estabeleceu em dezembro de 2024 uma joint venture com a japonesa Mitsui para erigir em Sines uma unidade de 400 milhões de euros de óleo vegetal hidrogenado para biocombustível, acompanhada de um investimento adicional de 250 milhões num electróliser de 100 MW para produção de hidrogénio verde, com início de operações previsto para 2026.
No mercado de capitais e títulos verdes, a EDP colocou no mercado 750 milhões de euros em dívidas verdes, com opção de reembolso antecipado exercitável após seis anos e meio e com cupão de 3,5%, destinando os recursos à financiar ou refinanciar ativos elegíveis do seu portefólio "verde".
Além da joint venture Galp–Mitsui, diversas pequenas e médias empresas tecnológicas nacionais têm conseguido financiamento de fundos de capital de risco europeus e norte-americanos dedicados a "climate tech" e transição energética.
Nos Açores, em 2021, por meio do programa Proenergia foram instalados mais de 900 sistemas fotovoltáicos de pequena escala, totalizando um investimento privado superior a 2 milhões de euros apenas nessa área.

## Cooperação internacional e financiamento externo
Através do acordo de parceria Portugal 2030, cofinanciado pelos fundos europeus (FEDER, FSE+, Cooperação Territorial Europeia, Fundo de Coesão e Fundo para a Transição Justa), são mobilizados 23,8 bilhões de euros para as prioridades da estratégia climática da UE, incluindo investimento em energias renováveis, eficiência energética e economia circular.
O Açores 2030 integra os fundos FEDER e FSE+ e mobiliza uma dotação total de 1,4 bilhão de euros para o período 2021-2027, com intervenções dirigidas à resiliência às alterações climáticas, à sustentabilidade ambiental e à transição energética, beneficiando de maior taxa de cofinanciamento nas ilhas periféricas. Semelhantemente, o Madeira 2030 contempla uma dotação global de 760 milhões de euros, também distribuída entre FEDER e FSE+ para projectos de acção climática na região.
Em 2024, o Banco Europeu de Investimento (BEI) desembolsou 2,1 bilhões de euros em apoio a projectos portugueses, tendo canalizado um montante recorde de 1,1 bilhões para iniciativas de energia sustentável e gestão de recursos naturais. Em julho de 2025, o BEI e o Banco BPI criaram uma carteira de crédito de 190 milhões de euros dirigida a médias empresas, das quais 75% do risco foi assegurado pelo BEI, com o objectivo de financiar projectos de eficiência energética e energias renováveis em todo o território nacional.

## Principais setores beneficiados

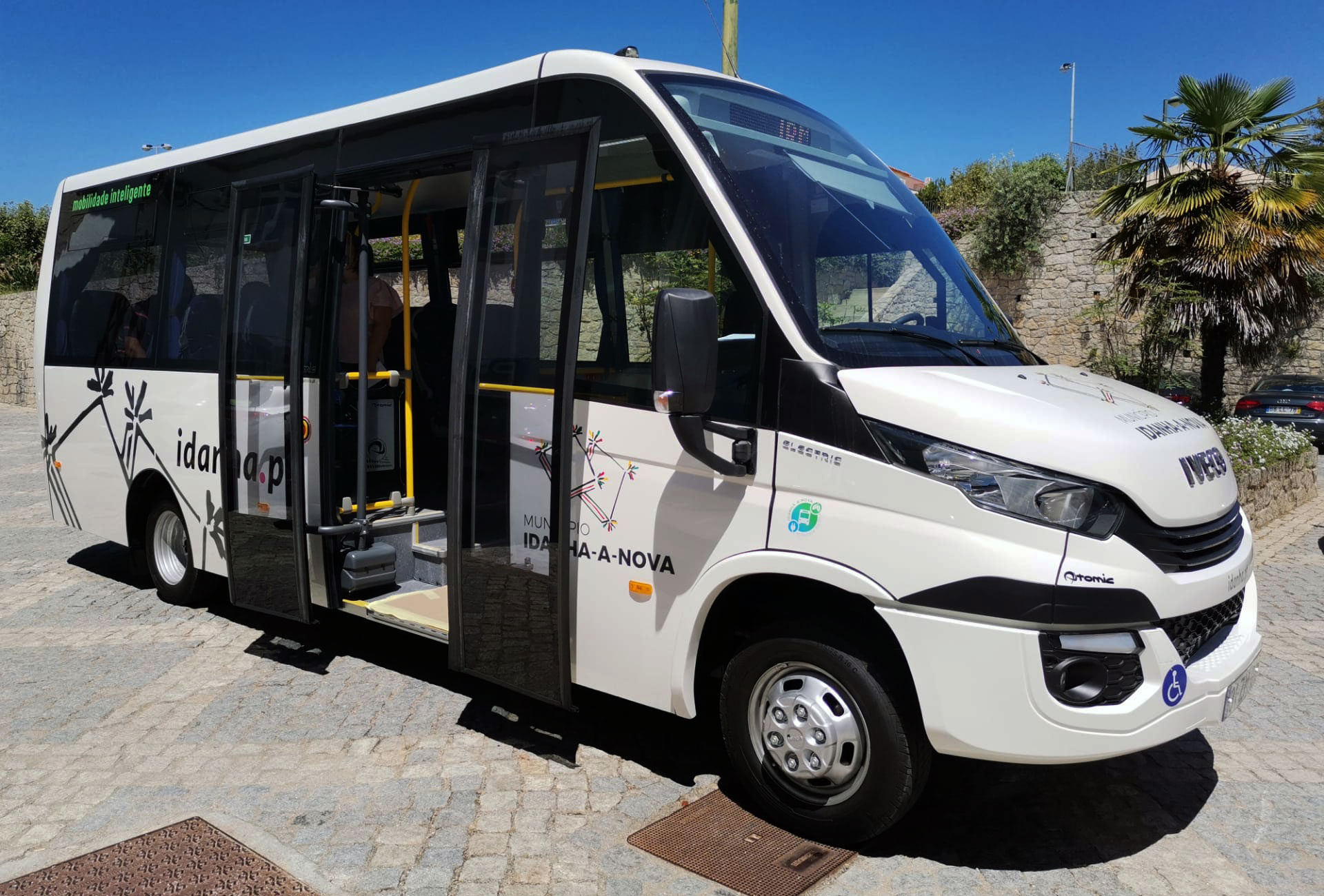
Micro-ónibus elétrico de Idanha-a-Nova

No setor energético, o Banco Europeu de Investimento alcançou em 2024 um desembolso recorde de 1,1 bilhões de euros em projectos de energia sustentável e recursos naturais, financiando sobretudo a expansão de parques eólicos e solares e a modernização de redes de distribuição elétrica. Complementarmente, ao abrigo do Plano de Recuperação e Resiliência, foram previstos 737 milhões de euros para descarbonização industrial e mais 620 milhões para eficiência energética, reforçando a transição energética em todo o território continental.
Os transportes e a mobilidade urbana constituem outro eixo privilegiado: o Programa Sustentável 2030 alocou 1,3 bilhões de euros a ações de mobilidade urbana sustentável, incluindo investimentos em transporte público elétrico, redes ferroviárias e infraestrutura portuária, com o objetivo de reduzir as emissões no setor e promover soluções de circulação de baixo carbono. No domínio da adaptação e resiliência, foram reservados 276 milhões de euros para fortalecer a prevenção de riscos naturais e a capacidade de resposta a eventos climáticos extremos. A economia circular e a gestão de resíduos foram contempladas com 20 milhões de euros, destinados a programas de reciclagem, otimização do uso de materiais e promoção de cadeias de produção mais sustentáveis.
Nas regiões autónomas, o financiamento privado e público orienta-se sobretudo para projectos de eficiência energética e pequenas instalações de fontes renováveis. Em 2021, particulares dos Açores investiram mais de 2 milhões de euros em sistemas fotovoltaicos de pequena escala, fortalecendo a geração local de eletricidade limpa e reduzindo a dependência de combustíveis fósseis importados.

## Impactos e resultados
No território continental, o programa Edifícios Mais Sustentáveis mostrou impactos tangíveis já em 2024, quando o Fundo Ambiental iniciou o pagamento de subsídios de até 85% para intervenções de melhoria da eficiência energética em habitações, tendo beneficiado cerca de 78.000 famílias e mobilizado 30 milhões de euros de apoio. Segundo o 15º relatório de progresso do Plano de Poupança de Energia da ADENE, Portugal supersseguiu em 159,6% a meta nacional de eficiência energética para 2023, com uma redução de 21,7% no consumo global de gás face à média histórica dos últimos cinco anos.
No sector eólico onshore, o Parque Eólico do Alto Minho (240 MW) opera desde novembro de 2008 e gera cerca de 530 GWh por ano, na época de sua inauguração era considerado o maior parque eólico da Europa. Em águas profundas, o projecto WindFloat Atlantic (25 MW), pioneiro mundial de turbinas semi-submersíveis, excedeu as expectativas de produção ao gerar 80 GWh em 2023.
Ao nível internacional, o mecanismo de troca de dívida por clima com Cabo Verde traduziu-se já em efeitos concretos: após o perdão de 12 milhões de euros, foi lançado o procedimento concursal para o reativamento da Central Fotovoltaica de Palmarejo.

## Críticas e controvérsias
Em Portugal Continental, o Fundo Ambiental tem sido alvo de fortes críticas pela morosidade nos desembolsos de verbas, essenciais para projectos de transição energética e combate às alterações climáticas. O jornalista Miguel Vargas, em artigo de opinião publicado no Observador, denuncia um atraso superior a um ano nos pagamentos prometidos em 2023, que só deveriam ter sido executados no início de 2024, deixando beneficiários sem receber qualquer montante e comprometendo a execução de políticas públicas fundamentais. Para Vargas, esta inércia reflete não apenas falhas administrativas, mas uma "falência da confiança no Estado" que mina a relação entre governo e sociedade.
Nas regiões autónomas dos Açores, a World Wide Fund for Nature questiona a origem e afectação dos recursos anunciados pelo Fundo Ambiental para a gestão da Rede de Áreas Marinhas Protegidas dos Açores (RAMPA). Em comunicado de junho de 2025, a organização alerta para declarações contraditórias sobre o financiamento — que inicialmente seriam asseguradas por parceiros privados, mas acabariam por depender do Estado — e exige clarificação pública, transparência e planos de sustentabilidade a longo prazo.
No plano internacional, a ZERO – Associação Sistema Terrestre Sustentável critica a ambição e o alcance limitado do financiamento climático de Portugal em países parceiros. Num balanço efectuado no primeiro aniversário do acordo de conversão de dívida com Cabo Verde, a ONG sublinha a necessidade de elevar o montante global envolvido (pelos menos 140 milhões de euros) e de garantir a continuidade e eficácia das verbas, bem como a participação activa da sociedade civil cabo-verdiana na definição e aplicação dos projectos.
Por fim, a nível europeu, o Tribunal de Contas Europeu identificou, em outubro de 2024, riscos de duplo financiamento em projectos de carregamento de veículos eléctricos financiados pelo Mecanismo de Recuperação e Resiliência (MRR) e por fundos de coesão, incluindo iniciativas na maioria portuguesas e francesas. O relatório especial aponta que os sistemas de controlo criados pela Comissão e pelos Estados-membros são insuficientes para evitar pagamentos duplicados, o que pode comprometer a eficiência dos recursos destinados à transição energética.

## Perspectivas futuras

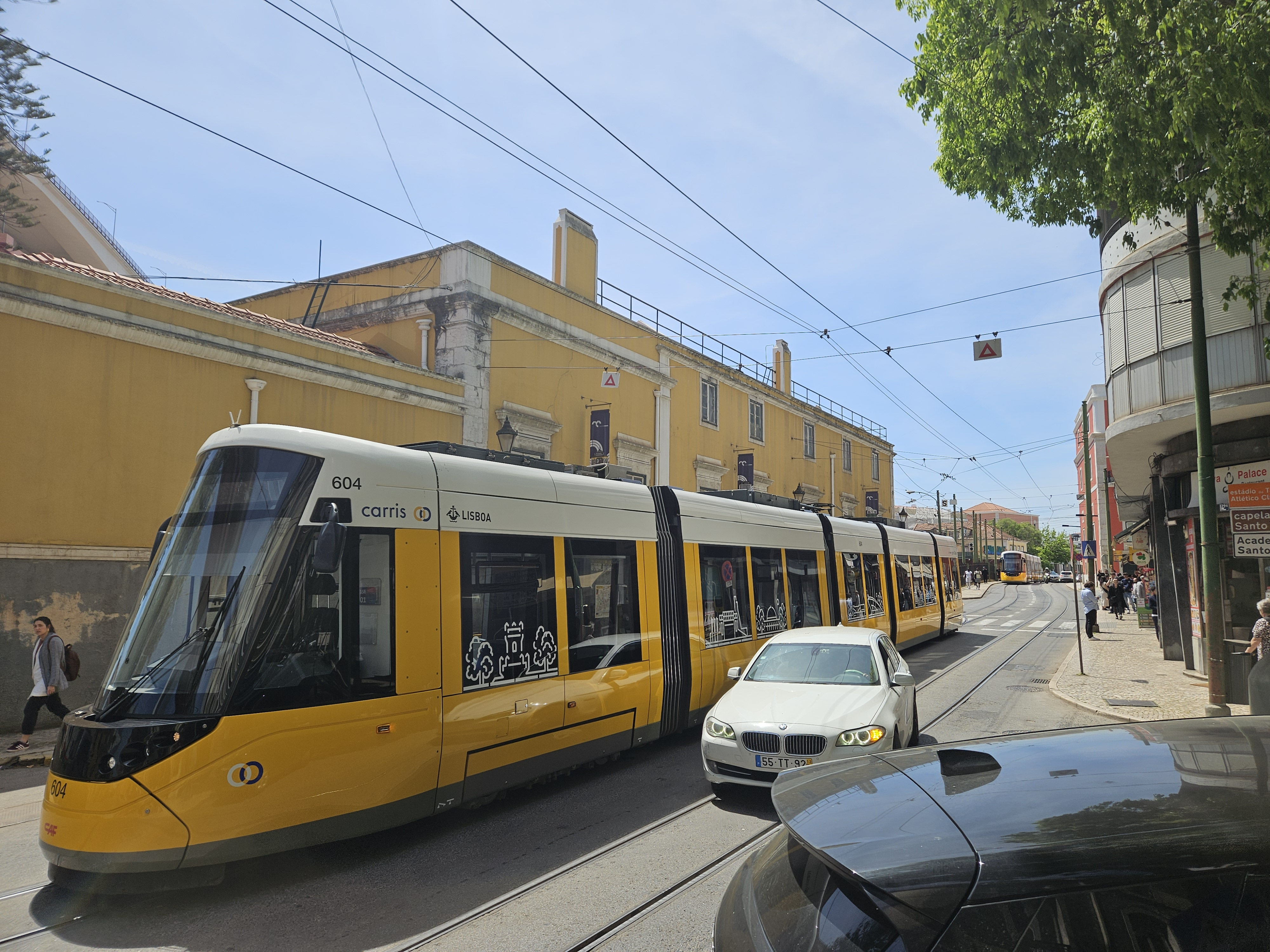
Carros desviam dos elétricos parados durante o apagão em Lisboa.

Em Portugal Continental, espera-se que o Plano de Recuperação e Resiliência (PRR), revisto em outubro de 2023 no âmbito do REPowerEU, continue a impulsionar investimentos de cerca de 22,2 bilhões de
euros até 2026, dos quais 38% se destinam a objetivos climáticos — nomeadamente eficiência energética, mobilidade sustentável e energias renováveis — contribuindo para a conclusão de mais de 80 projectos de transição energética em edifícios públicos, privados e infraestruturas de carregamento de veículos eléctricos. Adicionalmente, o Governo prevê aplicar até 400 milhões de euros em gestão da rede eléctrica e armazenamento por baterias, reforçando a resiliência do sistema nacional após o apagão de abril de 2025 e alinhando-se com as recomendações da Comissão Europeia para modernização das redes.
No domínio internacional, Portugal ambiciona alargar o modelo de toca de dívida por clima implementado em Cabo Verde, convertendo pelo menos 140 milhões de euros adicionais de dívida em investimentos para adaptação e conservação ambiental em países afircanos da Comunidade dos Países de Língua Portuguesa.
A emissão de títulos verdes soberanos, explorada desde 2022, deverá ser intensificada, com metas de até 3 bilhões de euros em títulos, para financiar projectos de mitigação e adaptação climática, dinamizando o mercado de finanças sustentáveis e atraindo cofinanciamento do setor privado.